# Beinheim
Beinheim is een gemeente in het Franse departement Bas-Rhin (regio Grand Est). De gemeente maakt deel uit van het kanton Wissembourg in het Haguenau-Wissembourg. Voor 1 januari 2015 was het deel van het kanton Seltz en het arrondissement Wissembourg, die toen beide werd opgeheven. Beinheim telde op 1 januari 2022 1.904 inwoners.

## Historie
Zie heerlijkheid Beinheim.

## Geografie
De oppervlakte van Beinheim bedroeg op 1 januari 2022 15,23 vierkante kilometer; de bevolkingsdichtheid was toen 125 inwoners per km². Het dorp is met de brug over de Rijn verbonden met het Duitse Wintersdorf.

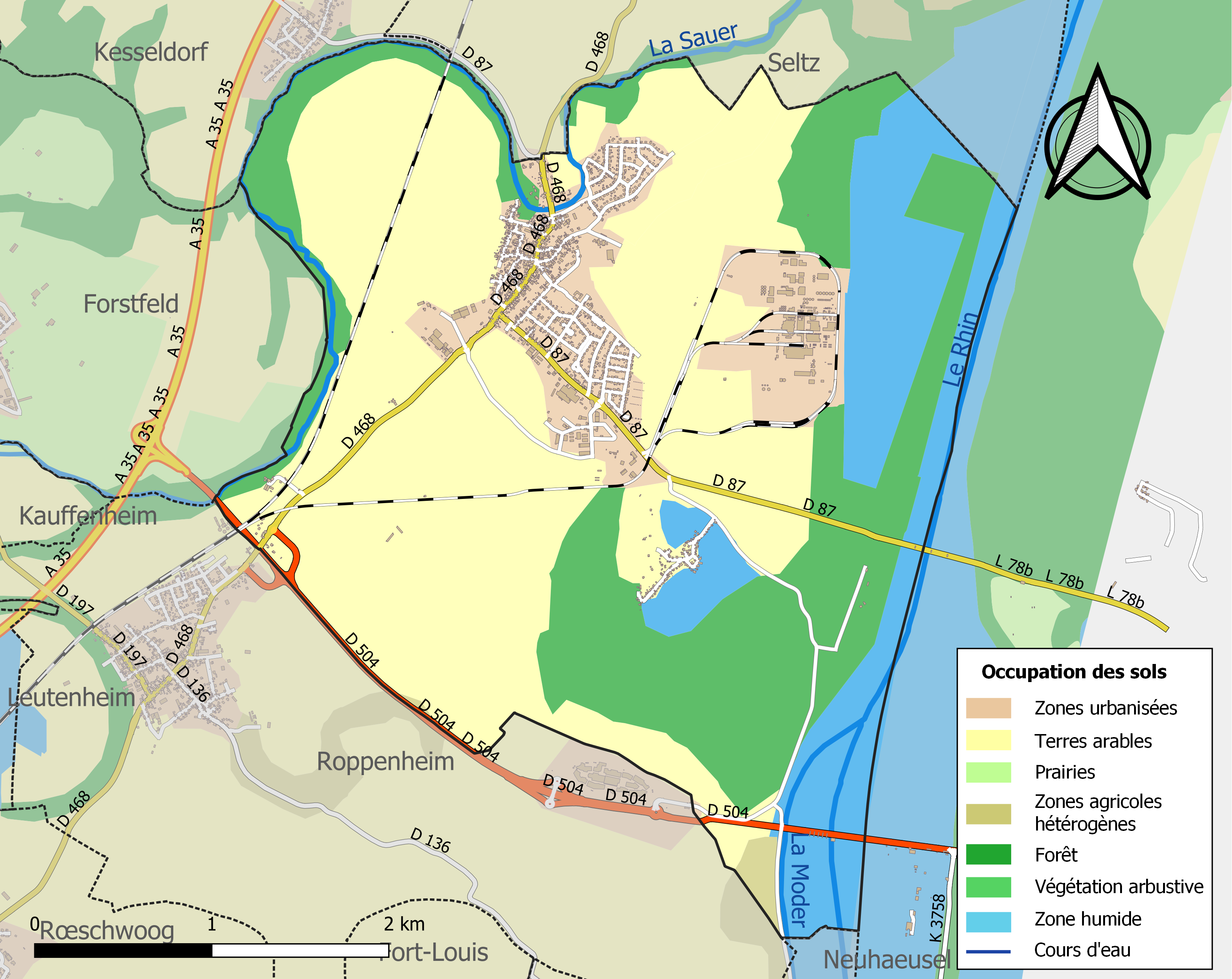
Kaart van de gemeente met de belangrijkste infrastructuur, bodemgebruik en omliggende gemeenten

## Demografie
Onderstaande figuur toont het verloop van het inwonertal (bron: INSEE-tellingen).

## Fotogalerij

Beinheim
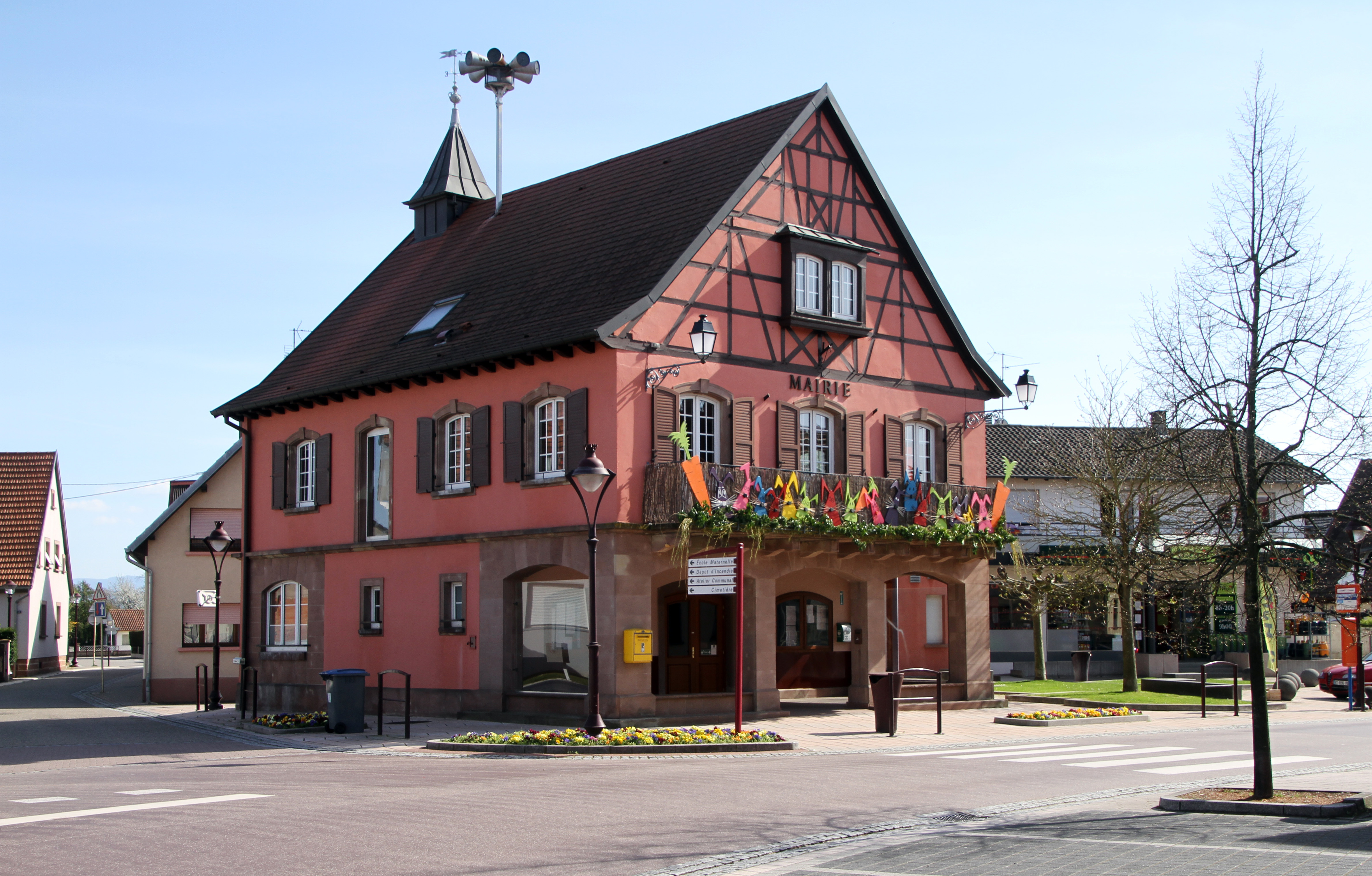
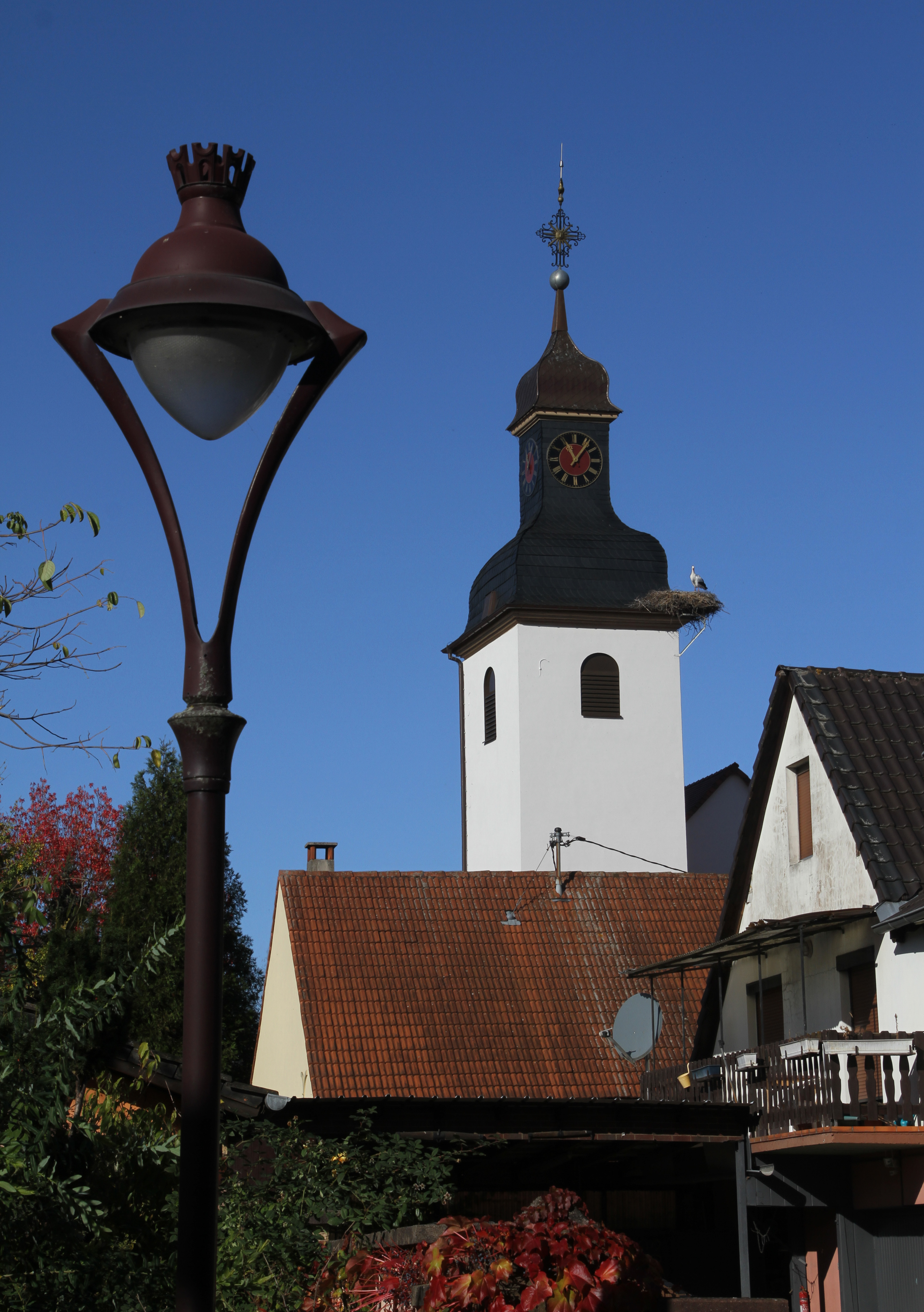
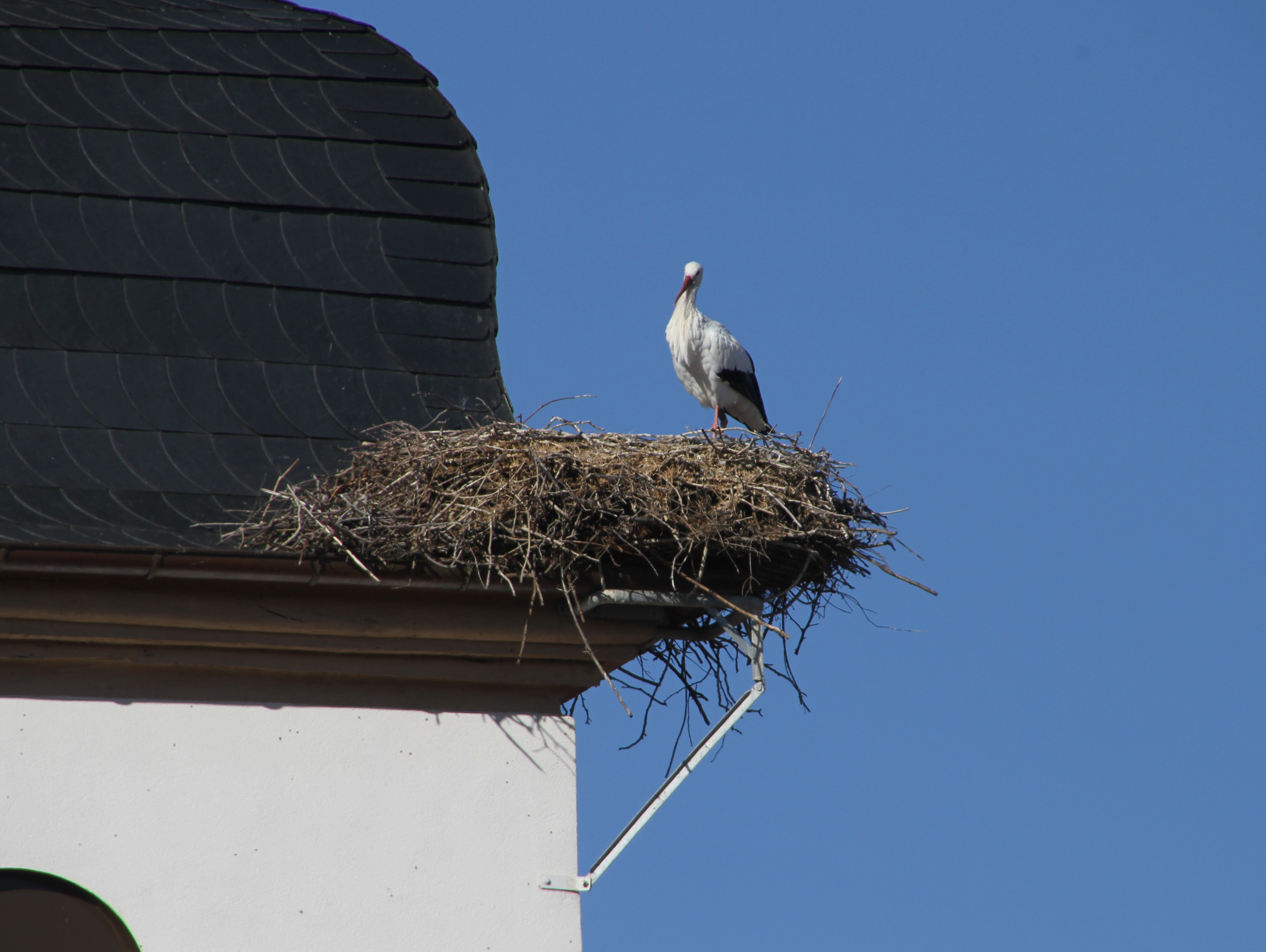
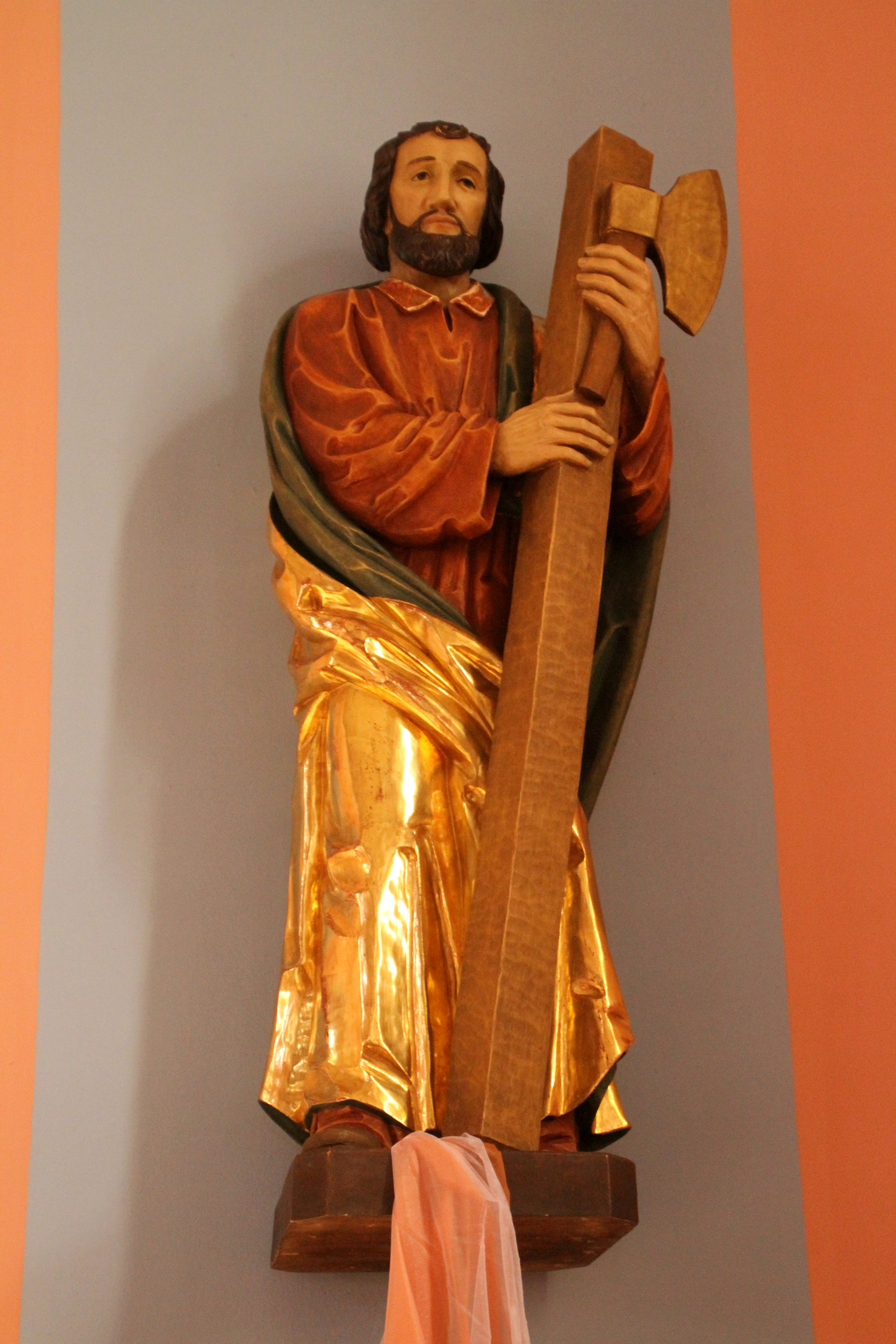
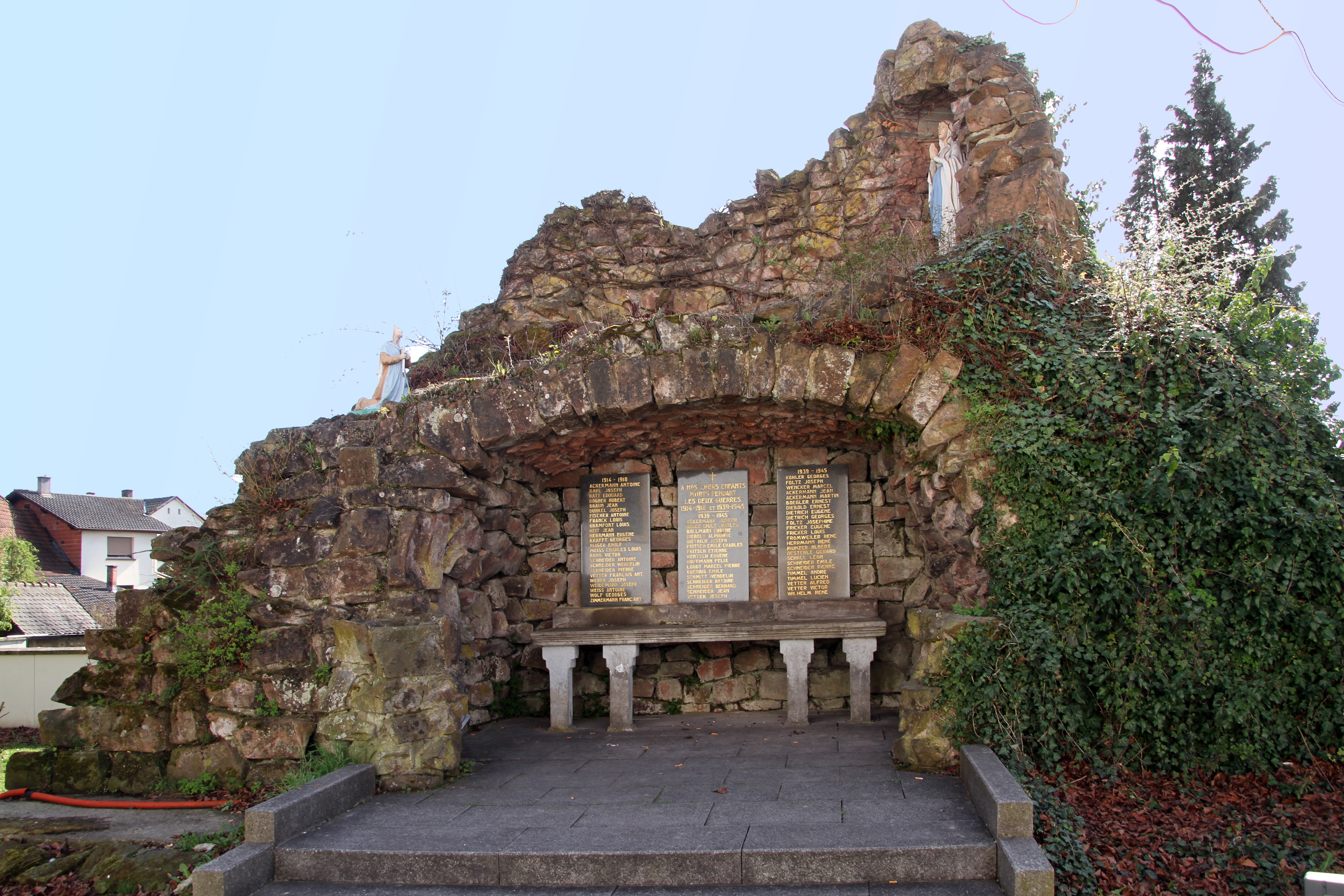
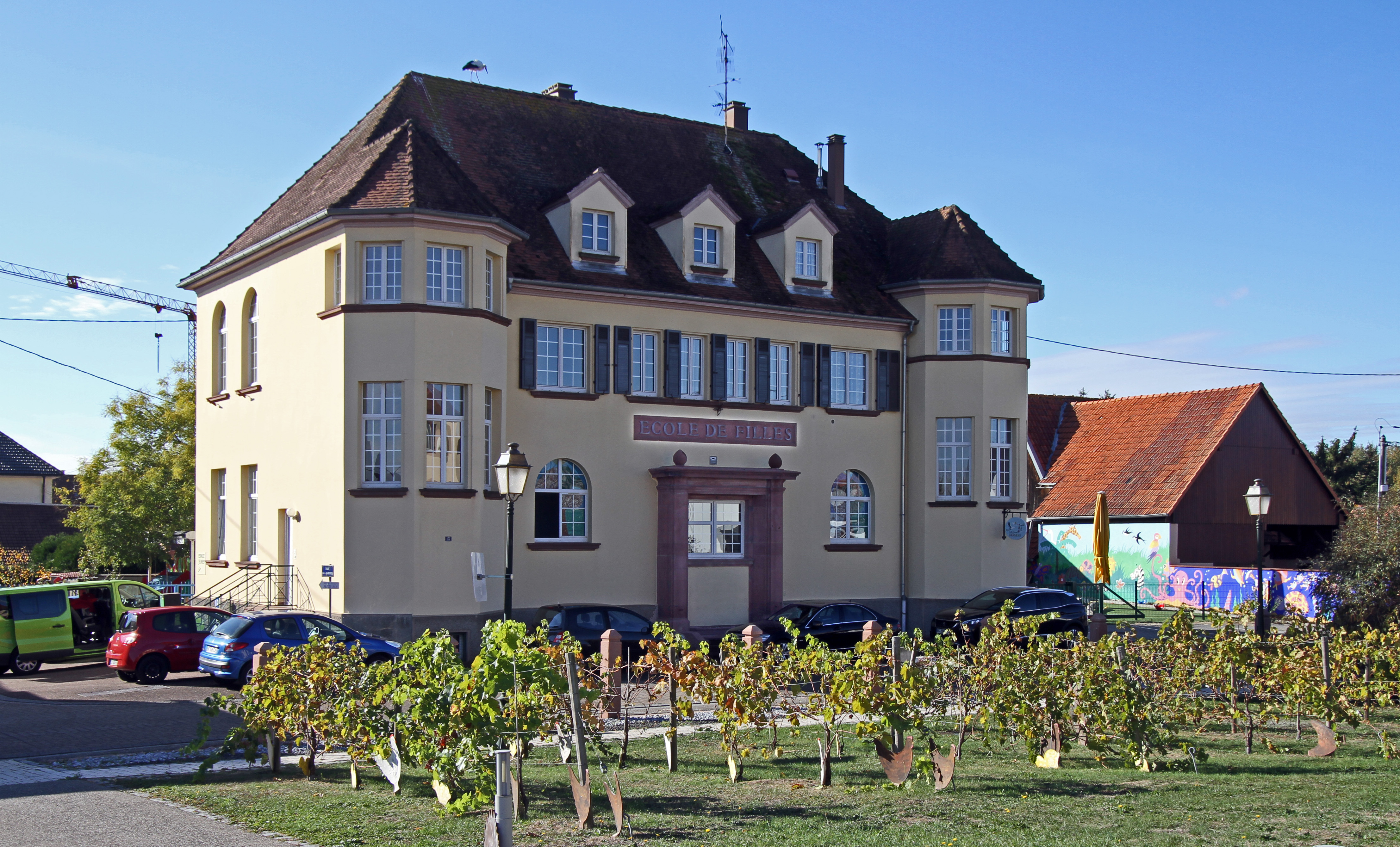
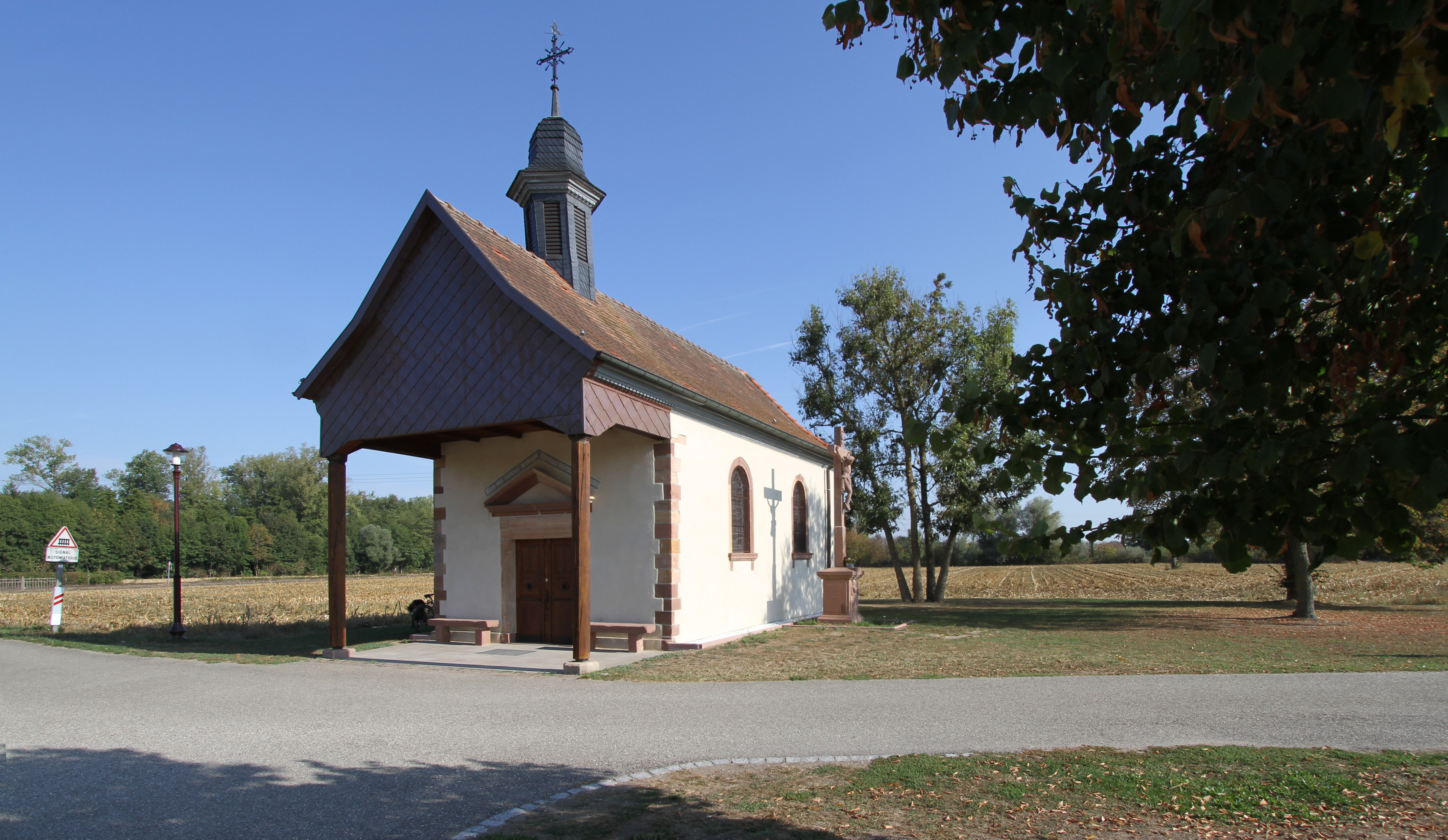
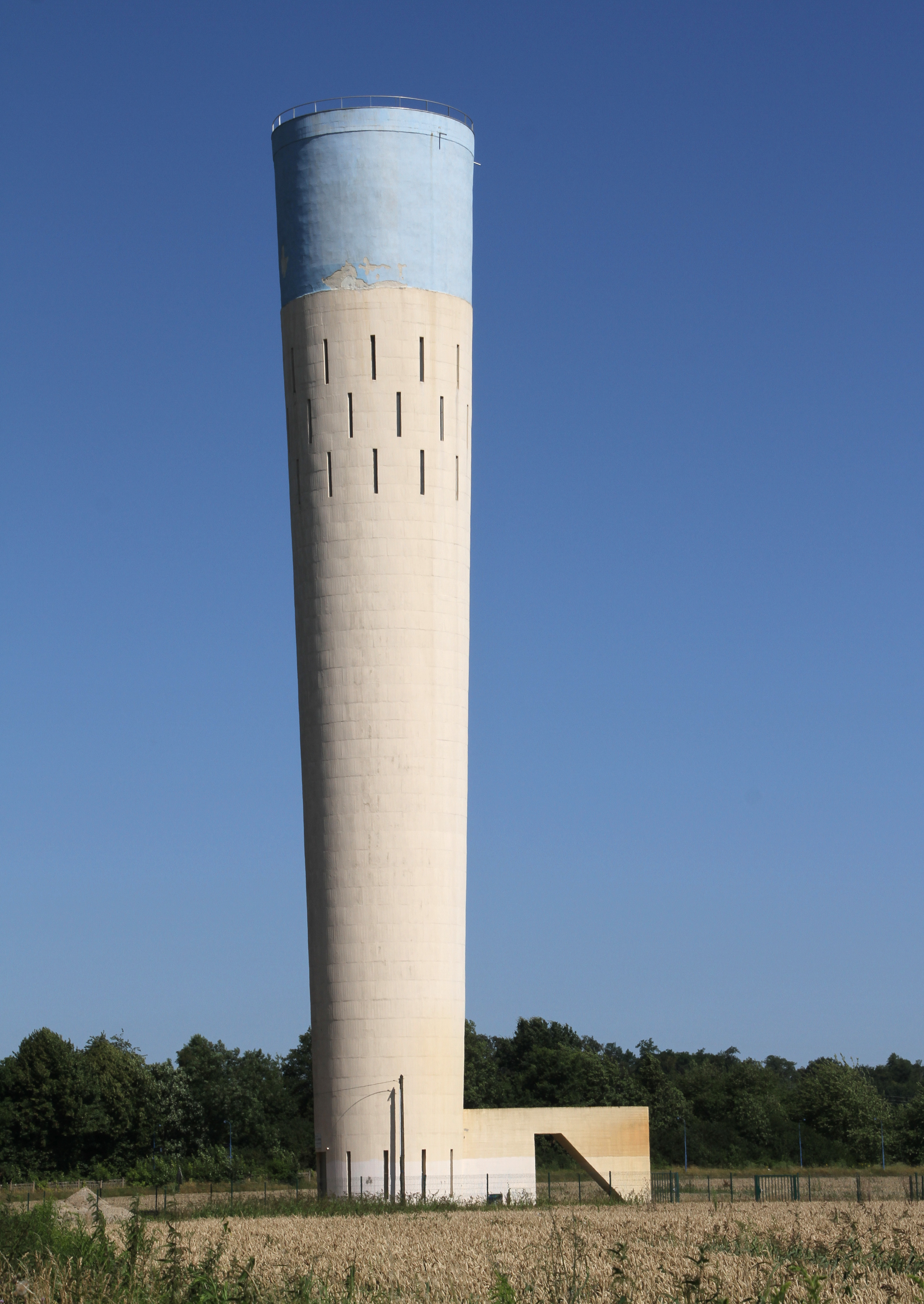